# WOZ Die Wochenzeitung
WOZ Die Wochenzeitung ist eine genossenschaftlich organisierte überregionale linke Wochenzeitung in der Schweiz mit Sitz in Zürich. Herausgeberin der Zeitung ist die Genossenschaft infolink; unterstützt wird sie finanziell durch den Förderverein ProWOZ. Der WOZ liegt einmal im Monat die deutschsprachige Ausgabe von Le Monde diplomatique bei.

## Geschichte

### Gründungsjahre

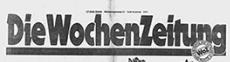
Zeitungstitel 1981

Bei der Gründung der WOZ 1981 vereinigten sich drei verschiedene Gruppen, politische Richtungen und journalistische Temperamente. Der Hauptanstoss erfolgte durch die Redaktion des konzepts, einer kritischen Monatsbeilage zur Studierendenzeitschrift Zürcher Student. Dazu kamen Angehörige der ehemaligen Leserzeitung, eines Alternativprojektes aus den neuen sozialen Bewegungen nach 1968, sowie, drittens, Vertreter der Zürcher Bewegungszeitung Eisbrecher. Geplant war zuerst eine Tages-, dann eine Wochenzeitung, die durch kritischen Journalismus eine Gegenöffentlichkeit herstellen und zugleich als Organ für die sozialen Bewegungen dienen sollte.
Die für den August 1981 vorbereitete Nullnummer enthielt eine Glosse von Niklaus Meienberg, die Zensur und Selbstzensur beim Zürcher Tages-Anzeiger karikierte. Darauf weigerte sich der Tages-Anzeiger-Verlag kurzfristig und mitten in der Produktion, die Nummer zu drucken, so dass über Nacht eine Ersatzdruckerei gesucht werden musste. Der Vertragsbruch bescherte dem neuen Produkt einigen werbewirksamen medialen Wirbel. Im Oktober 1981 lancierte die WOZ dann die erste Nummer. Zu den Gründungsmitgliedern gehörten unter anderen Marianne Fehr, Georg Hodel, Nicolas Lindt, Res Strehle, Lotta Suter und Daniel Wiener. Die WOZ arbeitete als selbstverwaltetes Kollektiv und zahlte Einheitslöhne, die zu Beginn weit unter den branchenüblichen Ansätzen lagen. Erst allmählich verfestigte sich eine Arbeitsteilung zwischen Redaktion, Produktion und Administration.

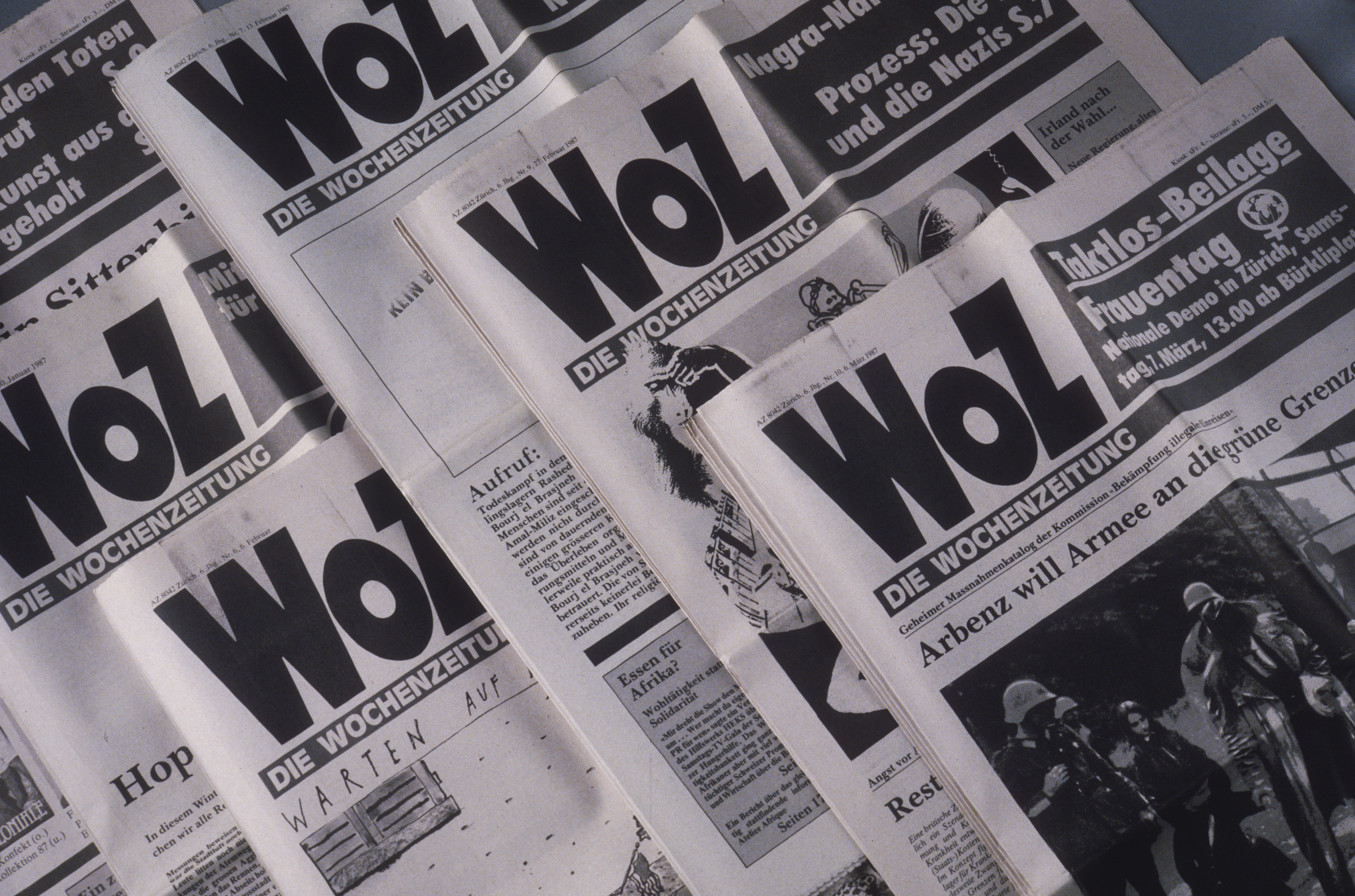
Titelseiten 1987

In den ersten Nummern publizierte die WOZ unter anderem mehrere Enthüllungen zur Schweizer Innenpolitik durch den Journalisten Jürg Frischknecht und dokumentierte innerlinke Debatten. Schon anlässlich der Friedensbewegung 1981/82, dann bei der 1983 einsetzenden Debatte ums Waldsterben gab es stark divergierende Meinungen innerhalb des WOZ-Kollektivs. Diese spitzten sich in der berühmt-berüchtigten so genannten Computerdebatte von 1985/86 zu. Damals wandte sich eine fundamentalistische Gruppe innerhalb des Kollektivs entschieden dagegen, dass die WOZ grosse Satzcomputer anschaffe, weil man sich damit den neuen Herrschaftstechnologien ausliefere. Schliesslich setzte sich eine pragmatisch-kritische Mehrheit durch, die einen kontrollierten Einsatz der neuen Technologien befürwortete. Die Minderheitsfraktion setzte sich ab, und die WOZ öffnete sich damit zugleich politisch und journalistisch.

### Ausbau und Krise
Von Beginn an arbeiteten prominente Autoren bei der WOZ mit, etwa Niklaus Meienberg, Jürg Frischknecht und Laure Wyss; auch Max Frisch, Adolf Muschg und Peter Bichsel schrieben regelmässig für sie. Da aus politischen Gründen auf Grossinserate verzichtet wurde, betrug das Inserateaufkommen nur 15 % des Umsatzes, was die publizistische Unabhängigkeit garantierte, aber den finanziellen Spielraum einengte. Trotz publizistischer Erfolge geriet die WOZ deshalb periodisch in finanzielle Schieflagen, die sie jeweils dank Solidaritätsaktionen ihrer Leser meisterte. Massgeblich dazu trug und trägt auch der 1984 gegründete Unterstützungsverein ProWOZ mit gegenwärtig rund 900 Mitgliedern bei.
Einen Höhepunkt der Aussenwirkung bedeutete der Kulturboykott 1990/91 der Schweizer Kulturschaffenden angesichts des Fichenskandals, der von der WOZ teilweise koordiniert und publizistisch begleitet wurde. Zeitgleich organisierte die WOZ eine erfolgreiche Vortragsserie «Schöne neue Weltordnung», aus der ein Buch resultierte. Damit begann eine Zusammenarbeit mit dem Rotpunktverlag, in dem unter anderem die zuerst in der WOZ veröffentlichten Recherchen von Stefan Keller und Susan Boos erschienen.
1995 erwarb die WOZ auf Initiative von Andreas Simmen eine Lizenz für eine deutschsprachige Ausgabe der Monatszeitung Le Monde diplomatique, die seither in Zusammenarbeit mit der Berliner taz herausgegeben wird. In der Schweiz wird das Unternehmen getragen durch die WOZ – Internationale Medienerzeugnisse AG (IMAG).
Ende der 1990er Jahre trat eine neue Generation von Journalisten in die WOZ ein, darunter Constantin Seibt, dessen Kolumne zur Familie Monster Kultstatus erreichte. 2002 inszenierte die WOZ publikumswirksam das Angebot einer Übernahme der damals zum Verkauf stehenden Weltwoche. 2003 beschloss das Kollektiv den Ausbau und eine Erweiterung der Zeitung, was kurzfristig die Auflage auf 14'000 Exemplare steigen liess, aber 2005 beinahe in den Konkurs führte. Dieser konnte nur dank einer stärkeren Finanzkontrolle und rigideren administrativen Strukturen abgewendet werden. Zugleich wurde mit Susan Boos eine neue Redaktionsleiterin gewählt, der zwei Stellvertreter zur Seite standen. Die Redaktionsleitung wirkte vor allem im organisatorisch-administrativen Bereich und in der Vertretung nach aussen. Weiterhin verfügte sie über keinerlei publizistische Weisungsbefugnisse; letzte Entscheidungsinstanz blieb die Redaktionskonferenz bzw. die Generalversammlung der Genossenschaft.

### Konsolidierung

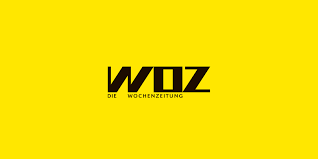
Logo 2010

Nach der Reorganisation erbrachte die WOZ neben ihrer Wochenproduktion immer wieder Zusatzleistungen. 2007 lancierte sie Der Schweizer, mit dem eine geplante Zeitung der rechtsnationalen SVP persifliert wurde. Nach den durch die Finanzkrise angerichteten Verheerungen durch die Banken veröffentlichte sie im Oktober 2008 ein «unglaubliches Exclusiv-Interview» mit Ex-UBS-Chef Marcel Ospel, der fiktiv verkündete: «Es tut mir leid …»
Seit 2005 hat das Unternehmen WOZ auch dank dem Förderverein und weiteren Spenden aus einem treuen Leserkreis immer schwarze Zahlen geschrieben. Am 16. September 2010 erschien die Zeitung in neuer Gestaltung. Das Layout wurde im Haus selbst massgeblich von Helen Ebert entwickelt. Seither hat die Zeitung zwei Bünde, ist durchgehend vierfarbig und schlägt den zweiten Bund mit einem dreiseitigen Thema auf. Auch dank dem im Nachgang zur Wirtschaftskrise gewachsenen Interesse an alternativen Informationen stieg die Auflage der WOZ weiter an. In Sonderausgaben beschrieb sie die 300 Reichsten in der Schweiz (2012) oder veröffentlichte in der Wunsch-WOZ 54 Artikel zu Themen, die von den Lesern gewünscht waren (2014). Besonderes Aufsehen erregte die Geheim-WOZ vom Oktober 2013. Nachdem sich die Zeitung in einer Reportage an die Fersen des Schweizer Geheimdienstchefs Markus Seiler geheftet hatte, reichte dieser Klage wegen Verletzung der Privatsphäre beim Schweizer Presserat ein, die aber abgewiesen wurde. Im November 2015 baute die WOZ im bewussten Gegensatz zu anderen Zeitungen den Teil Kultur & Wissen aus; 2019 lancierte sie das neue Magazin wobei, welches sechsmal jährlich als Beilage erscheint und jeweils einem Thema gewidmet ist.
Die Auflage der Wochenzeitung ist in den letzten Jahren auf jetzt gut 18'000 Exemplare gestiegen, hat aber durch eine weit überdurchschnittliche Mehrfachnutzung eine rund sechs Mal höhere Leserzahl. Laut dem weiterhin gültigen Redaktionsstatut von 1999 bleibt die WOZ eine «linke und unabhängige Wochenzeitung», wobei links sein heisst, «all jene Machtverhältnisse zu beschreiben, zu hinterfragen und zu analysieren, die verhindern, dass Menschen frei und in Würde leben können». Durch eine kontinuierliche, ebenso kritische wie sachgemässe Berichterstattung etwa zur Migrationspolitik, zur Umwelt- und Wirtschaftspolitik sowie durch grundsätzliche Gesellschaftsanalysen ist die WOZ zu einem anerkannten und unbestrittenen Korrektiv in der Schweizer Medienlandschaft geworden.
Im Jahr 2017 trat die langjährige Redaktionsleiterin Susan Boos zurück. Daraufhin wurde ein Dreierteam gewählt, aktuell besteht es aus Daniela Janser, Kaspar Surber und Florian Keller. Für das Gesamtunternehmen amtet eine fünfköpfige Geschäftsstelle, die der Generalversammlung verpflichtet bleibt.
Von 1983 an verwendete die WOZ als Mittel der geschlechtergerechten Schreibung das grosse Binnen-I (Beispiel: LeserInnen). Seit dem 30. September 2021 – zum 40-jährigen Jubiläum der Zeitung – wird als sogenannte gendergerechte Schreibweise der Gender-Doppelpunkt genutzt.

## Genossenschaftsmodell
Bis heute ist die Lohngleichheit im ganzen Unternehmen gewahrt; die Löhne wurden in den letzten Jahren deutlich erhöht und konnten dem Branchenstandard angeglichen werden. Im Jahr 2022 betrug der monatliche Einheitslohn 6000 Franken (brutto, ohne vom Geschäftsgang abhängige WOZifikation). Auch die Honorare für die freien Mitarbeiter sind entsprechend erhöht worden. Über fünfzig Festangestellte teilen sich rund 36 Vollzeitstellen in den drei Abteilungen Redaktion, Produktion und Verlag. Der Umsatz des Gesamtunternehmens beträgt rund 5 Millionen Franken; die Genossenschaft infolink ist damit der grösste selbstverwaltete Betrieb der Schweiz. Die Genossenschaftsstruktur mit relativ flachen Hierarchien ist in Theorie und Praxis unbestritten.
Die WOZ ist vorrangig ein Printprodukt geblieben; die Artikel der Printausgabe werden zeitlich abgestuft auf die WOZ-Website aufgeschaltet, wobei spätestens nach vier Wochen alle im Archiv vorhanden sind. Die mehrfach modernisierte Website versteht sich vorläufig als Zusatzdienst und bietet journalistisch nur gelegentlich Mehrwert. Neben einem digitalen Abo erscheint die WOZ mittlerweile auch wöchentlich als App auf dem Handy.
Weiterhin finanziert sich die Zeitung zum grössten Teil aus Aboeinnahmen, ergänzt durch den Förderverein, der vor allem aufwendige Spezialreportagen ermöglicht. Deshalb ist die Zeitung durch den massiven Inserateeinbruch auf dem Zeitungsmarkt in den letzten Jahren weniger beeinträchtigt worden. Dafür ist sie immer wieder von Umbrüchen in der Druckereibranche betroffen worden. 2003 wechselte sie von der Alternativpresse Ropress zur Solprint AG in Solothurn. Ab 2008 wurde die WOZ bei der NZZ Print in Schlieren gedruckt, nach deren Schliessung ab Juli 2015 am Standort St. Gallen. Anfang November 2016 wurde der Druckauftrag an Ringier Print in Adligenswil vergeben. Nachdem diese ebenfalls die Schliessung bekannt gegeben hatte, wird die WOZ seit Juli 2018 bei der CH Media Print AG in Aarau produziert.
Gemeinsam mit der ebenfalls genossenschaftlichen Tageszeitung nd aus Deutschland entwickelte die WOZ deren App nd.Digital. Die Abgeltung der 200 durch einen WOZ-Entwickler geleisteten Arbeitsstunden erfolgte per Arbeitszeitrechnung.

## Auflagenentwicklung
Entwicklung der verkauften Auflage

2008 bis 2024 WEMF, Methodenanpassung ab 2022: Verkaufte Auflage neu inkl. Replica